# سكوت أنسون
سكوت أنسون (بالإنجليزية: Scott Anson)‏ (29 أبريل 1989 بغلاسكو في المملكة المتحدة - ) هو لاعب كرة قدم بريطاني في مركز الهجوم. لعب مع بونيس يونايتد ونادي كيلمارنوك وهاميلتون أكاديميكال ونادي كلايد ونادي مونتروز لكرة القدم وAnnan Athletic F.C. ‏.

## وصلات خارجية
- سكوت أنسون على موقع قاعدة بيانات كرة القدم.إي يو (الإنجليزية)
- سكوت أنسون على موقع Soccerbase.com (لاعب) (الإنجليزية)